# Afektivní poruchy
Afektivní poruchy, jinak také poruchy nálady, se projevují změněnou náladou, která neodpovídá reálné životní situaci nemocného a narušuje jeho uvažování, jednání i somatické (tělesné) funkce. Jejím důsledkem jsou adaptační poruchy (poruchy přizpůsobení) a sociální selhávání. Poruchy nálady se objevují jako součást většiny duševních i somatických onemocnění. Lze je chápat jako schopnost organismu signalizovat tímto způsobem narušení vlastní rovnováhy, případně její ohrožení. Bývají provázeny narušením aktivity a změnou motivace.
 
Chorobné afektivní poruchy představují mnohem závažnější změny v emočním prožívání, které podstatným způsobem ovlivňují nejen psychiku, ale i fyziologické reakce organismu. Základ afektivní poruchy je v osobnosti nemocného.[zdroj⁠?!]
Afektivní porucha postihne alespoň jednou za život asi 25 % populace. Může mít charakter jednoho z extrémů emočního ladění – depresi či mánii. Pravděpodobnost vzniku určitého typu afektivní poruchy není stejná, depresivní ataka je častější než manická epizoda.[zdroj⁠?!]

## Dělení
Afektivní poruchy se dělí do tří skupin:
- Depresivní porucha patří k nejčastějším duševním onemocněním. Postihuje až 20 % dospělých lidí. Začátek onemocnění není časově ohraničený, obvykle spadá do období mezi 20. a 40. rokem. V posledních letech[kdy?] lze zaznamenat trend postupného snižování věku, kdy se tato choroba objeví. Deprese postihuje častěji ženy než muže, v přibližném poměru 2:1. Tato porucha rovněž vykazuje určitou korelaci s ročním obdobím, nejméně se projevuje v letních měsících.
- Manická porucha je mnohem vzácnější než deprese. První její projevy jsou nejčastěji lokalizovány do období mezi 25. a 30. rokem věku. Obvykle je součástí tzv. bipolární poruchy nebo poruchy schizoafektivní. Mánie se na rozdíl od depresivních poruch vyskytuje izolovaně jen velmi vzácně. Nejsou k dispozici údaje, které by potvrzovaly její korelace s pohlavím.
- Bipolární porucha (dříve nazývaná maniodepresivní psychóza), kdy se různým způsobem střídají depresivní a manické epizody, vzniká obvykle před 30. rokem věku. Četnost bipolární poruchy v populaci se pohybuje v rozmezí 0,5 až 1,5 %, muže i ženy postihuje stejně často.

Afektivní poruchy jsou podmíněny multifaktoriálně (je mnoho příčin vzniku). Jde o dispozice získané geny, dále vývojově podmíněné změny a zátěžové faktory. Míra genetického přenosu není však s jistotou známa. Větší závislost na genetických dispozicích byla potvrzena u bipolární poruchy (obě jednovaječná dvojčata onemocněla v 80 %). Afektivní poruchy také mohou nastat po těžkém poškození mozku – například kóma nebo krvácení, a to zejména u poškození levého předního laloku.

## Klinické projevy afektivních poruch
U depresivního syndromu se objevuje patologická nálada, která neodpovídá aktuální životní situaci nemocného. Svojí intenzitou a trváním neodpovídá životní zátěži. Depresivní člověk nedovede obvyklým způsobem emocionálně reagovat na podněty, které běžně tuto reakci vyvolávají. Je ke všemu nepochopitelně lhostejný, brání se dalším zátěžovým podnětům takovým způsobem, že žádné další podněty nepřijímá. Často dochází ke ztrátě emočního prožívání, tedy k pocitu prázdnoty. Deprese modifikuje všechny emoce. Depresivní člověk ztrácí schopnost prožívat radost, mívá větší sklon k úzkostem. Obvykle se objevuje i zvýšený pocit viny. Vše se může vystupňovat v pocity beznaděje, zoufalství a bezmocnosti.
Depresivní porucha se projevuje také narušením rozumového hodnocení, dochází ke zpomalení. Významným symptomem je způsob uvažování, které je negativní. Zahrnuje tendenci k černobílému hodnocení, koncentraci na negativní dění, přeceňování vlastních chyb, neadekvátní generalizaci určitých závěrů a katastrofické vidění světa. Ve svém hodnocení je pacient přehnaně pesimistický a to bez ohledu na reálnou kvalitu posuzované situace. Z jeho hlediska je špatné všechno. Takový postoj zahrnuje jak přítomnost, tak i minulost a budoucnost (nic dobrého se nestane, nikdy nic nedokážu).
Celkové poznávací funkce jsou zpomalené a utlumené. Pacient se nedovede soustředit, není schopen ovládat svou pozornost. Je ovlivněn proces učení, tedy i zapamatování a vybavování. Pacient hůř chápe, nesnaží se myslet. Mohou se objevit i bludy.
Dalším významným symptomem je změna psychomotorického tempa. Obvykle jde o redukci energie se zvýšenou unavitelností a omezením aktivity. Deprese se odráží i v celkovém vzhledu nemocného, je viditelná v jeho mimice, pantomimice a v ostatních motorických projevech. Typický je strnulý obličej a ochablé držení těla. Často dochází k agresi, která je zaměřena proti sobě, to znamená různé sebepoškozující tendence či sebevražedné jednání (suicidum). Riziko, že se nemocný pokusí o sebevraždu, bývá v tomto případě značně vysoké, 10 až 15 % se o sebevraždu skutečně pokusí. Pacienti touží po smrti, která by pro ně byla vysvobozením z duševní trýzně. Vzácností není ani opakované suicidální jednání.
Manický syndrom se projevuje zejména patologicky povznesenou, křečovitou náladou spojenou s hyperaktivitou, expanzivitou a rozjařeností. Nejde ovšem jen o vystupňované veselí, ale o podrážděnost a napětí, a pacientova nálada se nejeví přirozeně. Pacient je přehnaně optimistický, nekritický, myšlení bývá rychlé. Mohou se objevit bludy, které jsou výrazně ovlivněny manickým laděním. Nejčastěji jde o megalomanický blud, kdy je nemocný přesvědčen o své významnosti s potřebou dokazovat lidem svou hodnotu. Častý je též paranoidní blud, kdy se nemocný cítí být spasitelem, vyjadřuje potřebu zasahovat do veškerého dění na světě. Základním projevem chování pacienta je zrychlené psychomotorické tempo a nadměrná aktivizace. Nemocný často ztrácí standardní sociální zábrany. Dochází k celkové proměně osobnosti, sebehodnocení nemocného je nekritické, objevuje se tendence přeceňovat se. Při zavinění určitých potíží hledá pacient vinu vždycky mimo sebe. Pacient o sobě tvrdí, že je skvělý, neomylný a všechno, co dělá, je správné.

## Průběh onemocnění a prognóza
Afektivní poruchy mohou mít různý průběh. Nemocný může trpět jen jedním typem afektivní poruchy, v naprosté většině jde o depresi, nebo se střídavě objevují oba dva typy. Různá může být i délka trvání (četnost opakování atak). Průběh onemocnění se může lišit rovněž z hlediska závažnosti a přítomnosti psychotických příznaků (bludy a halucinace). Vzhledem k uvedeným kritériím lze diferencovat průběh afektivních poruch následovně:
- Manická epizoda, která musí trvat nejméně dva týdny. Tato varianta je poměrně vzácná, neprojevuje se deprese.
- Bipolární afektivní porucha, pro niž je charakteristické střídání manických a depresivních projevů. Jednotlivé fáze trvají obvykle 3–6 měsíců.
- Depresivní epizoda, rovněž s minimálním trváním po dobu dvou týdnů.
- Recidivující depresivní porucha, která je charakteristická opakovanými epizodami deprese, jež obvykle trvají 6–9 měsíců, u 15–20 % nemocných je porucha chronická.
- Chronická deprese, u níž přetrvávají příznaky onemocnění dlouhou dobu a mohou vést ke značným omezením. Tato varianta mívá závažnější sociální důsledky pro rodinné vztahy, mezilidské vztahy, a omezuje i profesní uplatnění.
- Přetrvávající poruchy nálady. Cyklotymie je chronická porucha nálady, při níž se střídá období deprese a mánie, která trvá nejméně dva roky, ale intenzita jednotlivých emočních výkyvů není příliš velká.

Průběh je velice různorodý. Skutečnost, že jde o poruchu, si často nemusí uvědomovat sám nemocný, ani rodinní příslušníci. V případě deprese je sice běžné uvědomění negativní změny, ale její posouzení nebývá adekvátní. Člověk ji nehodnotí jako projev choroby, ale jako vlastní selhání, které by mohl nějak ovlivnit. K tomu přispívají obvyklé reakce jiných lidí, kteří jej povzbuzují, aby se „vzchopil a nepoddával se tomu“. Manické projevy bývají prožívány a posuzovány jinak. Vzhledem k tomu, že se nemocní cítí plni energie a jsou motivováni k nejrůznější aktivitě, nepovažují většinou svůj stav za chorobný projev. Proto bývá i jejich postoj k léčbě spíše odmítavý. Názor rodinných příslušníků, kteří jeho chováním trpí, je zpravidla odlišný, častěji si připustí, že by mohlo jít o chorobné jednání.
Afektivní poruchy obvykle nenarušují integritu osobnosti a mezi jednotlivými epizodami jsou období, kdy člověk je z psychického hlediska v normě. Hranice mezi patologií a normou není vždy jednoznačně určena. Z hlediska perspektivy je důležité zjištění, že i u lehkých depresí se v 30 % případů rozvine nějaké trvalejší omezení či postižení. Prognosticky je důležitá zvýšená míra rizika sebevražedného jednání, takto reaguje v průměru 10–17 % nemocných. Manická epizoda nebývá většinou ojedinělá, přibližně u 70 % nemocných se rozvine bipolární nebo schizoafektivní porucha. Bipolární porucha má horší prognózu. Z hlediska prognózy je důležitá osobnost nemocného a způsoby zvládání zátěží. Významná je i míra sociální podpory, především nejbližších lidí.

## Sociální význam afektivních poruch
Specifičností afektivních poruch je nesprávné hodnocení podstaty typických projevů, které nebývají zjevně patologické, jak je tomu např. u schizofrenie. Laické veřejnosti se nemusí jevit jako chorobné, a tudíž považuje za samozřejmé požadovat od nemocného adekvátnější jednání. Ze sociálního hlediska je přijatelnější deprese než mánie. Deprese je sice pro ostatní členy rodiny zatěžující, ale nevede tak často k vyřazení nemocného z rodinného společenství. Manické projevy jsou rušivější, obtížně ovlivnitelné, a proto bývají považovány za pádný důvod k radikálnějším rozhodnutím.
Afektivní porucha jednoho člena skupiny významně naruší celkovou atmosféru a nepříznivě působí i na ostatní. Depresivní člověk působí na lidi ve svém okolí tísnivě, neboť na ně přenáší své patologické ladění. Jeho nepřiměřeně negativní hodnocení se vztahuje i na oblast mezilidských vztahů, což je nepříjemné a zároveň je to považováno za nespravedlivé. Nemocný v manické fázi zase své okolí dráždí nepřiměřeně euforickým, nekritickým a nereálně optimistickým postojem, který může působit jako bezohlednost.
Hypoaktivita depresivního člověka, neschopnost a zdánlivá neochota cokoli dělat ostatní členy rodiny dráždí. Právě tato snížená aktivita, která nemá zjevný důvod v tělesném onemocnění, se laikům často jeví jako podezřelá a neoprávněná. Mnohdy se rodina domnívá, že si pacient vymýšlí, aby nemusel nic dělat. Na druhou stranu jsou nemocní s manickými příznaky tak aktivní, že jejich excesy mohou narušovat rodinné vztahy i finance, mohou působit na pracovišti značné škody. Zde je nutné korigovat jejich aktivitu a zabraňovat jim v činnostech, které jsou nesmyslné.

## Léčba a resocializace
Afektivní poruchy jsou léčitelné, i když mnohdy po určité době dojde k obnovení chorobného procesu. Léčba musí být komplexní, to znamená, že musí zahrnovat jak psychofarmaka, tak psychoterapii. Musí být individuální, musí respektovat specifické rysy každého jedince i průběhu jeho onemocnění. Může trvat delší dobu a v průběhu času může dojít k různým výkyvům. Příbuzným nemocného je třeba vysvětlit, že nelze očekávat spontánní zlepšení. Za určitých okolností ambulantní léčba nestačí a je nutná hospitalizace. To platí zejména u mánií a depresí, kde hrozí riziko suicidálního (sebevražedného) jednání.
Psychofarmakologická léčba obecně slouží k uklidnění a k regulaci negativních psychických projevů. Používá se ke zvládnutí a překonání akutních potíží. Antidepresiva zmírňují depresi, snižují napětí a neklid. Výběr jiné medikace je individuální a závisí na průběhu choroby. Účinnost antidepresiv je 70 % a vedlejší účinky jsou nepatrné.
Psychoterapie slouží k podpoře úpravy zdravotního stavu a ke změně životního stylu, což má i preventivní význam. Základní formou je podpůrná psychoterapie, která je zaměřena na zklidnění pacienta a přijetí léčby. Postupně v rámci určitého zlepšení lze použít i jiné formy individuální psychoterapie, např. kognitivní, behaviorální, rogersovskou či psychoanalýzu, eventuálně skupinovou psychoterapii. Pro všechny varianty je typické zaměření na pacientovo porozumění vlastní situaci, pochopení svého onemocnění a vytvoření účelnějšího vztahu k sobě samému i vnějšímu světu. Pro zlepšení perspektivy rodinného života je vhodná párová či rodinná terapie. Ta je zaměřena na zlepšení vzájemné komunikace a odstranění rušivých aspektů. Terapeutická práce s příbuznými je velmi důležitá, přispívá k uvolnění napětí v rodině, k porozumění podstatě afektivní poruchy a spolupráci ve prospěch úpravy stavu nemocného.
Důležitou součástí socioterapie – resocializace – je pracovní uplatnění. Návrat na původní pracoviště není vždycky realizovatelný, proto je třeba hledat jiné formy uplatnění a aktivizace nemocného.